# النعيسة
النعيسة قرية زراعية أو ناحية عراقية تقع في جنوب العراق شرقي مدينة البصرة، وتتبع أدارًيا قضاء شط العرب. يسكنها مجموع كبير من العشائر العربية الكبيرة، التي استقرت في القرية.